# 湖西天后宮
湖西天后宮，臺灣澎湖縣廟宇，位於湖西鄉湖西村，主祀天上聖母「媽祖」，由「土地公宮仔」改建，創建年代不詳，推估為清雍正年間，法師流派為閭山派。
23°35′08″N 119°39′34″E / 23.585627°N 119.659372°E

## 沿革
湖西天后宮位於湖西鄉湖西村，據清季蔣毓英編撰《臺灣府志》紀錄，紅羅罩（今紅羅村）東有一大湖，村民倚大湖東西兩側而居；湖西村位於大湖西側，昔稱「湖西澳」。:101
根據當地法師長許傳授（1931年生）所述，先民原建祠於湖西海岸一公里餘，屋頂「無材皮種」，乃係以軟珊瑚鋪之，又一度將祠遷建今湖西漁港（俗稱前海），因該址過於鄰近海濱，廟身常受潮水侵蝕，再度遷祀，即為現址。:13
湖西天后宮前身為土地公廟，主祀福德正神。最初創建時間不詳，依據廟中收藏「少海恩波匾」與「湖光重耀匾」（應為辛齊光立），落款年代分別為清乾隆己丑年（即乾隆34年，公元1769年）與乾隆丙午年（即乾隆51年，公元1786年），前者為最早存有的修建紀錄，後者則為重建紀錄。:101澎湖地方文史工作者蔡福松根據〈民國48年調查表〉，在民國91年（2002年）《中路仔福德祠重建落成碑記》一文中，留下湖西天后宮乃初建於雍正六年（1728年）的評斷。:13
湖西天后宮媽祖主神乃自福建湄州天后宮的媽祖分香而來，外表特徵為粉面，俗稱「大媽」；另有一尊媽祖像乃由泉州的商賈或水手敬獻，因其經濟能力較佳遂替媽祖鑲金，被稱作金面媽祖或泉州媽，當地信眾多稱「二媽」。:14
今湖西天后宮外觀乃奠基民國78年（1989年）的重建工程，整體設計出自澎湖後窟潭出身的知名匠師謝自南之手。

### 鸞堂
由地方鄉紳文士結社，於公廟中開堂，替村民著作善書宣講、亦做扶乩解惑的場所即為「鸞堂」，又稱「文堂」或「善堂」，澎湖地區鸞堂組織在日治時期與二戰後盛極一時。:25、47、51
湖西天后宮的社名為「醒心社」，以「同仁堂」作堂號，湖西村村民蔡主象民國39年（1950年）初設鸞堂於自宅，並延請白坑玉聖殿正鸞手許金泉、許玉端培育新進鸞生，奠定「醒心社同仁堂」的基業；但隨後因遭逢二二八事件、國民黨清鄉壓力影響，結社活動深受管制，社務由是不振、隨人才凋零，乃至中輟。直至民國96年（2005年），時任湖西天后宮主任委員盧清昌、副壇主蔡武瑜的倡議下，重新開辦「同仁堂」，復辦後首任堂主為辛明德。:19-20

## 文物

湖光重耀匾（上款：乾隆丙午瓜月穀旦。下款：闔鄉弟子公立。）
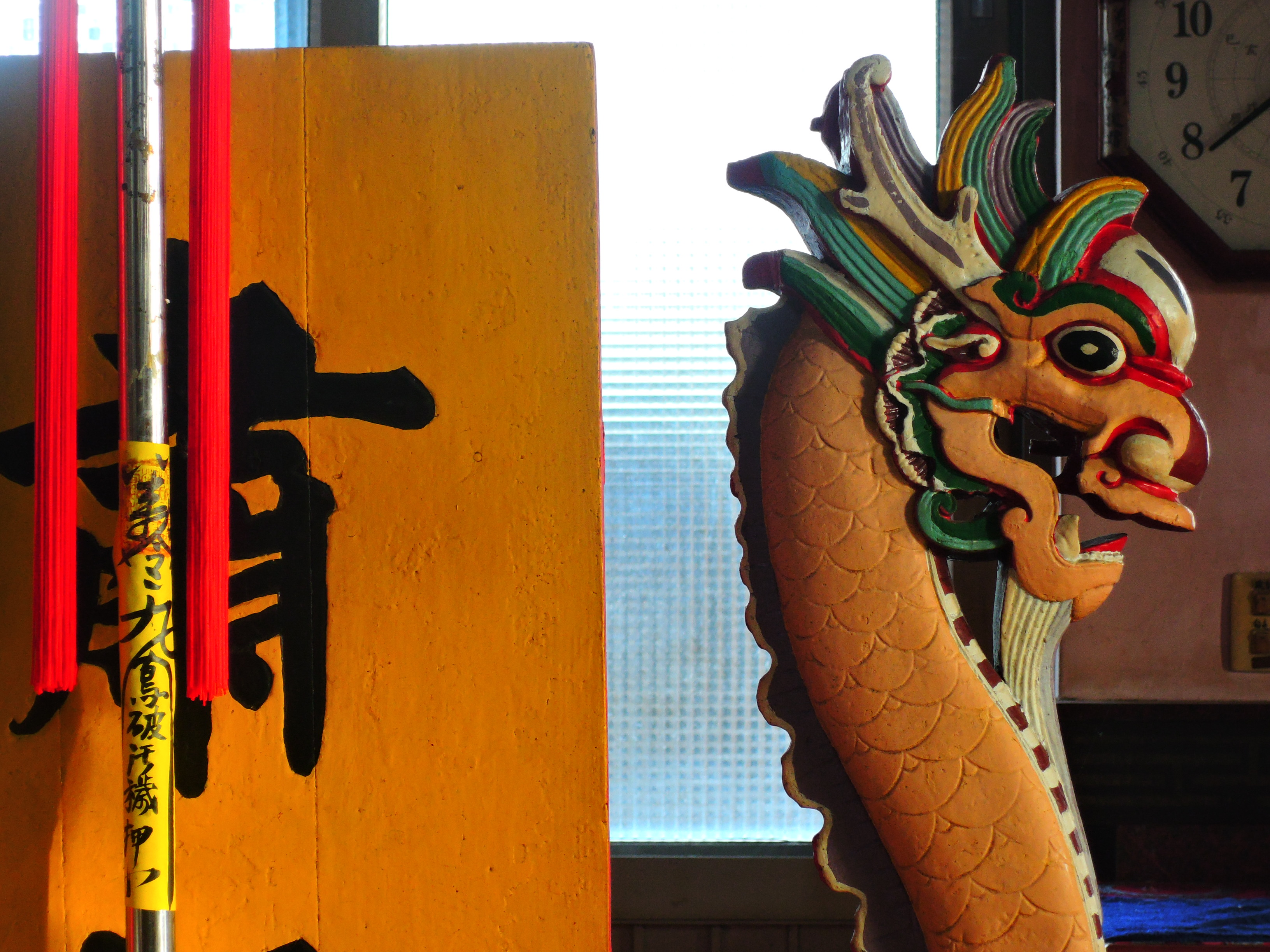
龍頭杖
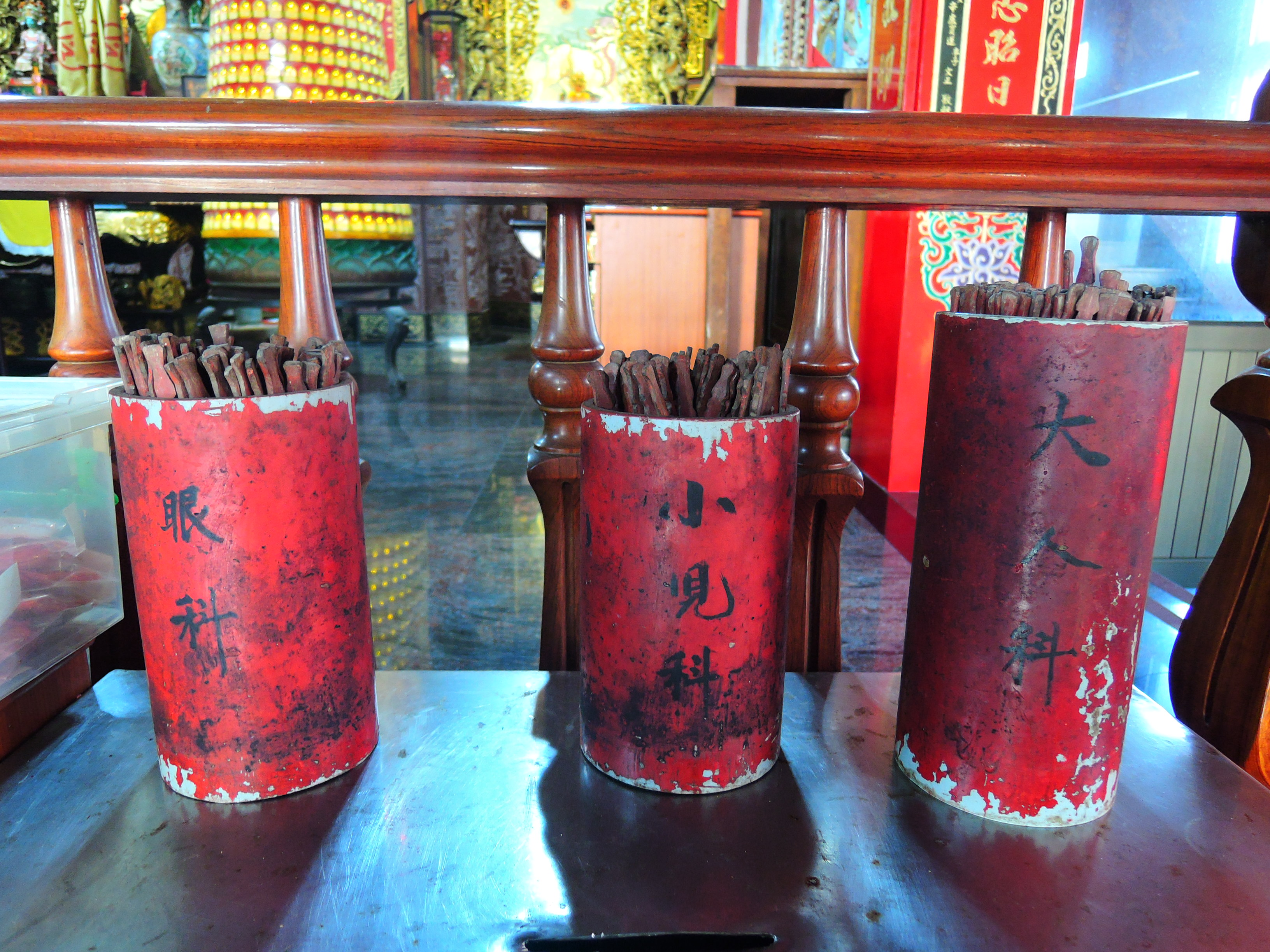
藥籤筒
湖西天后宮沿革碑記
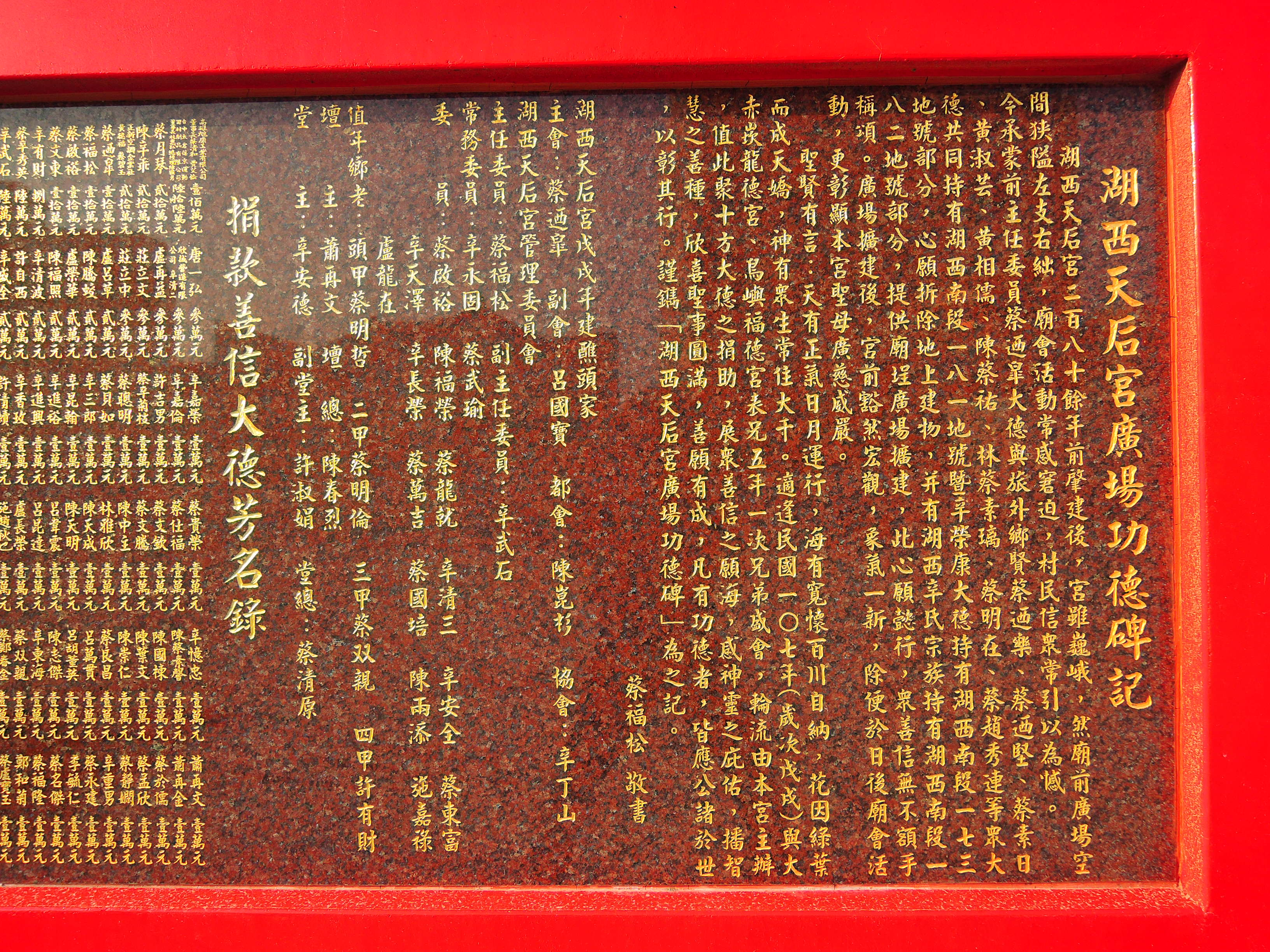
湖西天后宮廣場功德碑記

## 圖輯

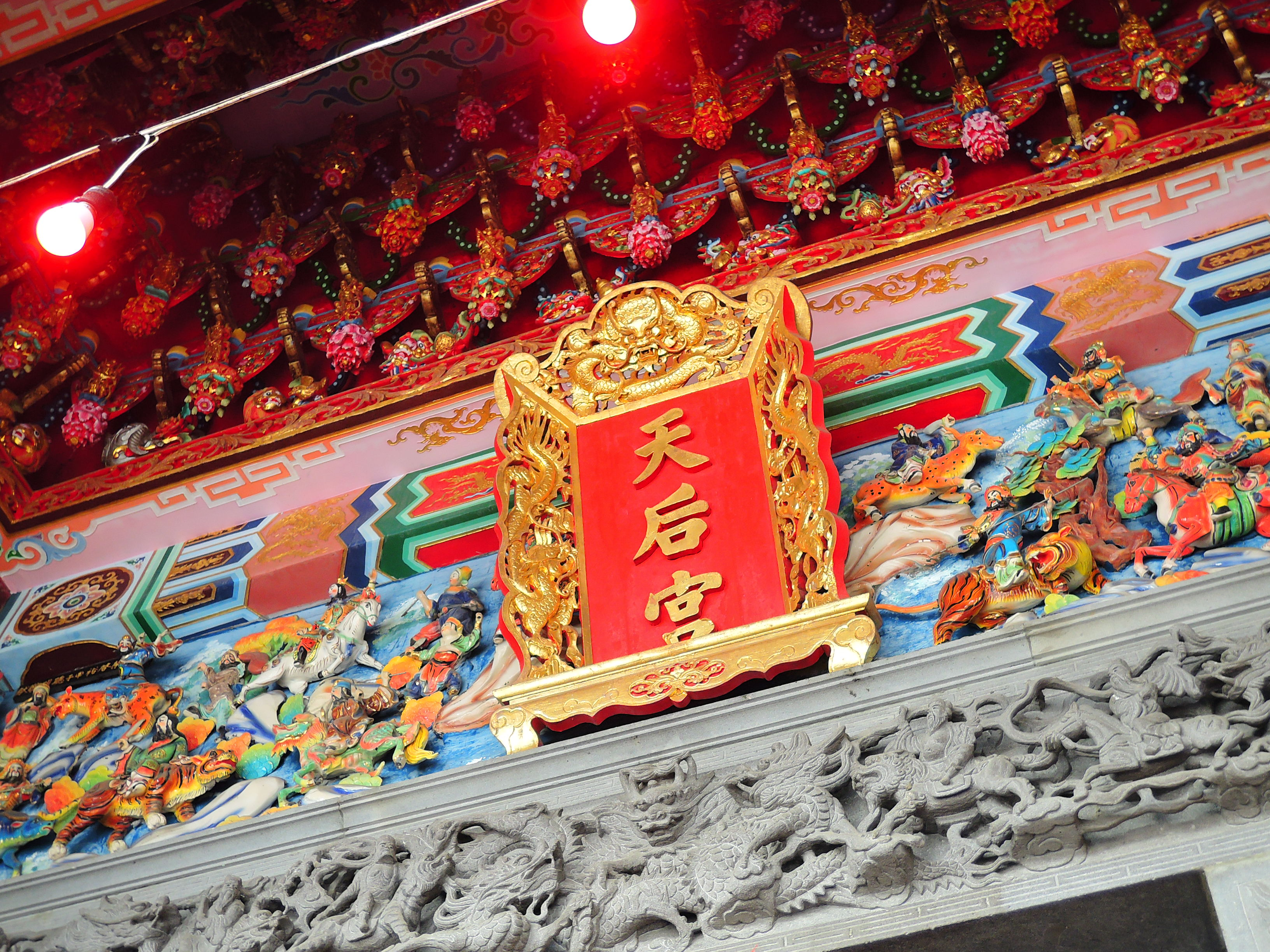
聖旨牌
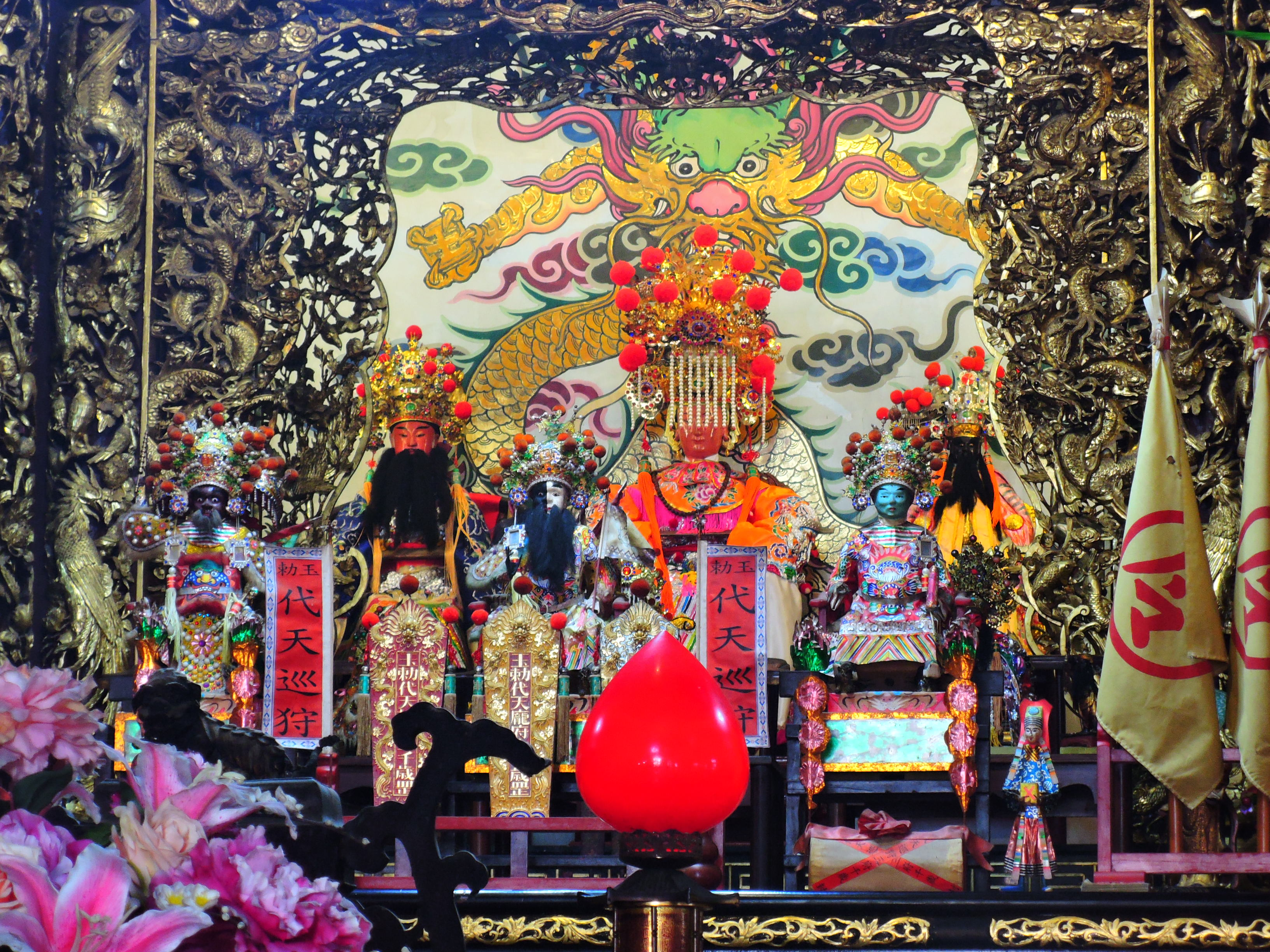
媽祖與王爺像
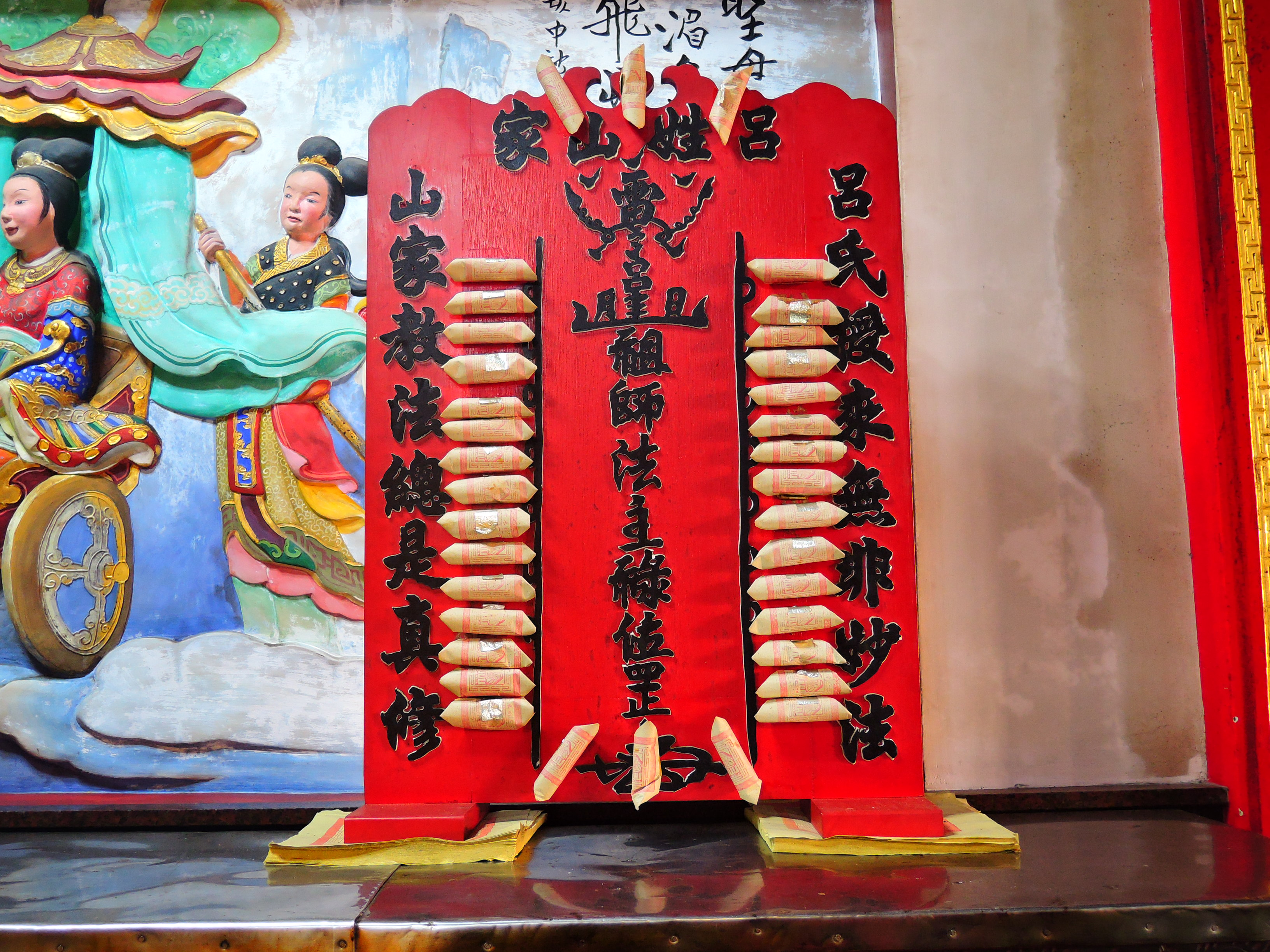
閭山派法師牌位
王船
三十六官將
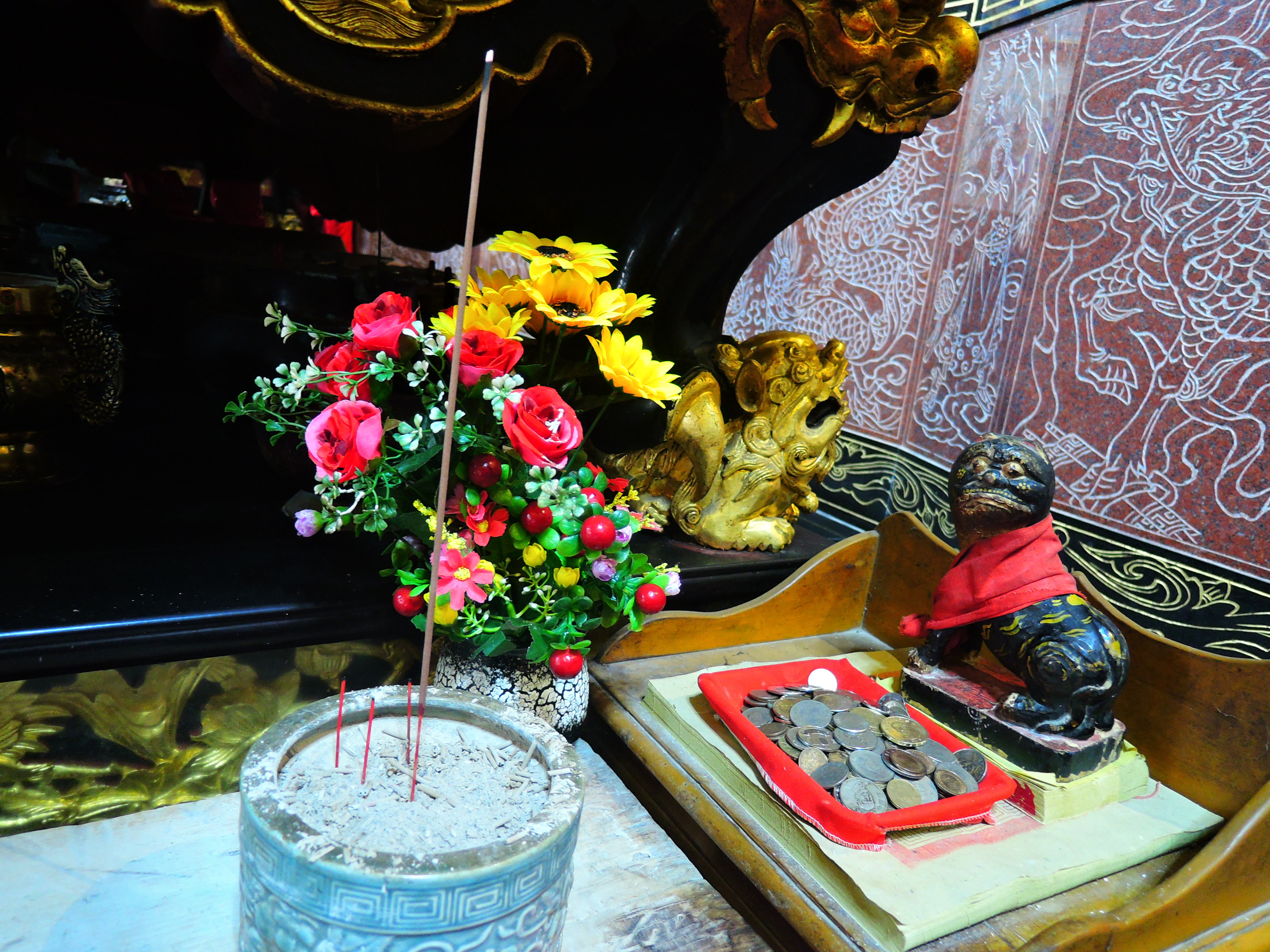
虎爺像

## 交陪廟
- 奎璧澳角頭廟（以南寮保寧宮為「澳兄」）
- 湖東聖帝廟（與湖西天后宮地緣最近，互稱「兄弟」）
- 大赤崁龍德宮、鳥嶼福德宮（兩廟互稱「兄弟」，湖西天后宮則稱兩廟為「姑表」）